# Кшчонув (Люблінське воєводство)
Кшчонув (пол. Krzczonów) — село в Польщі, у гміні Кшчонув Люблінського повіту Люблінського воєводства.
Населення — 1200 осіб (2011).
У 1975-1998 роках село належало до Люблінського воєводства.

## Демографія
Демографічна структура станом на 31 березня 2011 року:
|          | Загалом | Допрацездатний вік | Працездатний вік | Постпрацездатний вік |
| -------- | ------- | ------------------ | ---------------- | -------------------- |
| Чоловіки | 564     | 87                 | 401              | 76                   |
| Жінки    | 636     | 95                 | 357              | 184                  |
| Разом    | 1200    | 182                | 758              | 260                  |